# افشین کاظمی
افشین کاظمی قزلجه (زاده ۲۴ اکتبر ۱۹۸۶) یک بازیکن فوتسال اهل ایران است.

## دوپینگ
افشین کاظمی به دلیل مثبت اعلام شدن نمونه دوپینگش در یکی از بازی‌های فصل ۱۳۹۵-۹۶ لیگ برتر فوتسال ایران به دو سال محرومیت از حضور در میادین ورزشی محکوم شد اما بعد از اعتراض وی به کمیته استیناف فدراسیون فوتبال ایران این محرومیت را به یک سال کاهش یافت.